# Sanuki
Sanuki (さぬき市, Sanuki-shi) és una ciutat i municipi de la prefectura de Kagawa, a la regió de Shikoku, Japó. El nom de la ciutat prové de l'antiga província de Sanuki, l'actual prefectura de Kagawa.

## Geografia
El municipi de Sanuki es troba a la meitat oriental de la prefectura de Kagawa, al nord-est de l'illa de Shikoku. El terme municipal de Sanuki limita amb els de Higashi-Kagawa a l'est i amb Takamatsu i Miki a l'oest. Al nord, el municipi fa costa amb la mar interior de Seto.

## Història
L'àrea on es troba l'actual municipi de Sanuki va formar part fins als primers anys de l'era Meiji de l'antiga província de Sanuki. La ciutat de Sanuki fou fundada l'1 d'abril de 2002 amb la fusió de cinc viles de la meitat occidental del ja desaparegut districte d'Ōkawa, aquestes són: Shido, Tsuda, Nagao, Sangawa i Ōkawa.

## Política i govern

### Alcaldes
En aquesta taula només es reflecteixen els alcaldes democràtics, és a dir, des de l'any 1947. En el cas de Sanuki, la llista comença el 2002, quan es funda el municipi.
| Alcalde        | Inici del mandat | Fi del mandat | Partit | Partit |
| Shinya Akazawa | 2002             | 2006          |        | Ind    |
| Sigeki Ōyama   | 2006             |               |        | Ind    |

## Demografia
| 1920   | 1930   | 1940   | 1950   | 1960   | 1970   | 1980   |
| ------ | ------ | ------ | ------ | ------ | ------ | ------ |
| 45.243 | 46.450 | 44.972 | 60.675 | 56.901 | 53.532 | 55.576 |
| 1990   | 2000   | 2010   | 2020   | 2030   | 2040   | 2050   |
| 57.604 | 57.772 | 53.019 | 46.787 | -      | -      | -      |

## Transport

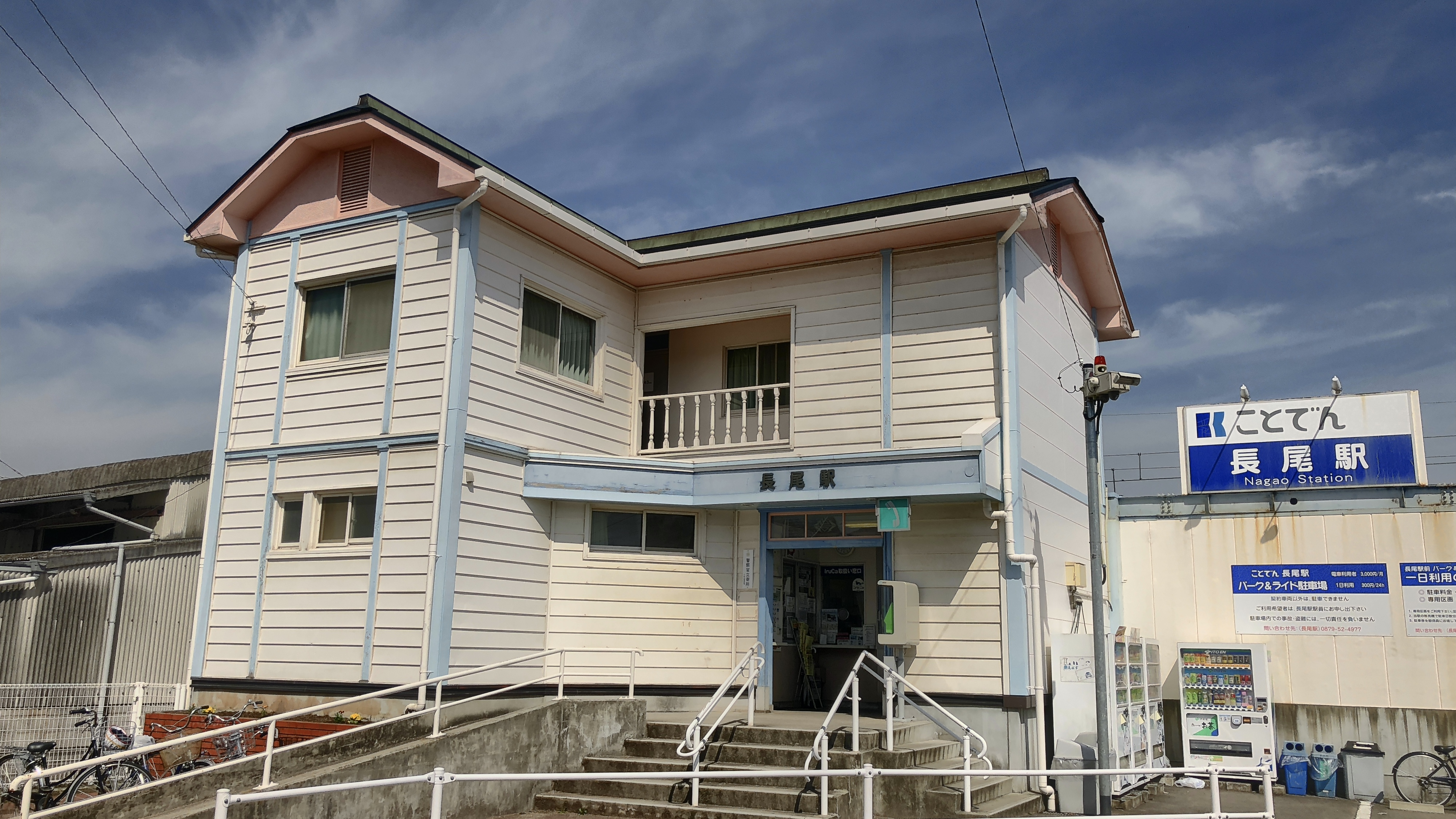
Estació de Nagao

### Ferrocarril
- Companyia de Ferrocarrils de Shikoku (JR Shikoku)
  - Shido - Orange Town - Zōda - Kanzaki - Sanuki-Tsuda - Tsuruwa
- Ferrocarril Elèctric Takamatsu-Kotohira (Kotoden)
  - Kotoden-Shido - Nagao

### Carretera
- Autopista de Takamatsu
- Nacional 11 - Nacional 377

## Agermanaments
- Kimobetsu, Hokkaido, Japó. (24 de desembre de 1970)
- Iwamizawa, Hokkaido, Japó. (22 d'agost de 1992)
- Eisenstadt, Burgenland, Àustria. (11 d'octubre de 1993)
- Kenbuchi, Hokkaido, Japó. (28 de setembre de 1996)
- Senboku, prefectura d'Akita, Japó. (28 de setembre de 1996)